# Tek Kadın
Tek Kadın (Una Donna in italiano) è il primo singolo di Emre Altuğ a essere estratto nel 2003 dall'album Sıcak. Questo brano,ha un ambiente del brano di Tiziano Ferro, Imbranato.